# المناطق القبلية الخاضعة للإدارة الاتحادية
المناطق القبلية الخاضعة للإدارة الاتحادية (FATA) ؛(بالأردوية: قبائلی علاقہ جات)‏ كان منطقة قبلية تتمتع بحكم شبه ذاتي في شمال غرب دولة باكستان حاليًا وتقع بين أفغانستان من الغرب والشمال، ومقاطعات خيبر بختونخوا من الشرق وبلوشستان من الجنوب. وتضم المناطق القبلية الخاضعة للإدارة الاتحادية سبع أقسام إدارية (مناطق قبلية) وستة مناطق حدودية. ويسكن معظم أراضيها تقريبًا قبائل بشتون، الذين يعيشون أيضًا في خيبر بختونخوا وأفغانستان وهم مسلمون بالعقيدة. في 31 مايو 2018م تم دمج المناطق القبلية الخاضعة للإدارة الاتحادية مع خيبر بختونخوا.

## وصلات خارجية
- Constitutional Provisions on the Tribal Areas – Chapter 3, Part XII of the Constitution of Pakistan
- FATA Secretariat Official Website
- FATA Development Authority Official Website